# Welter Racing

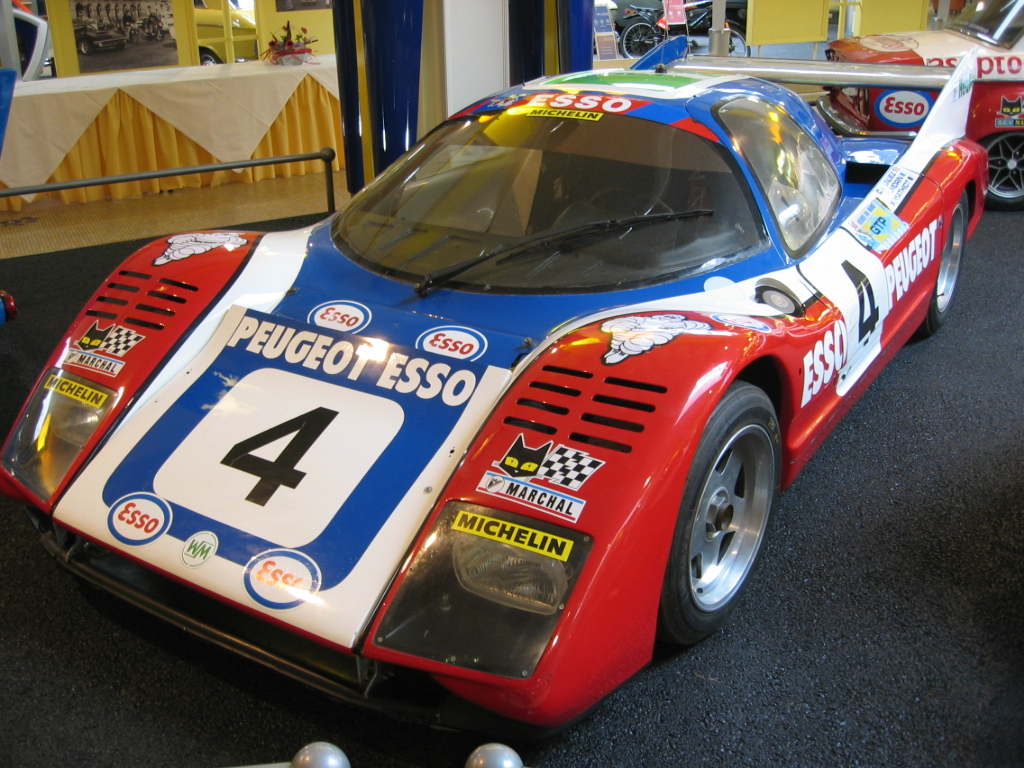
WM P80

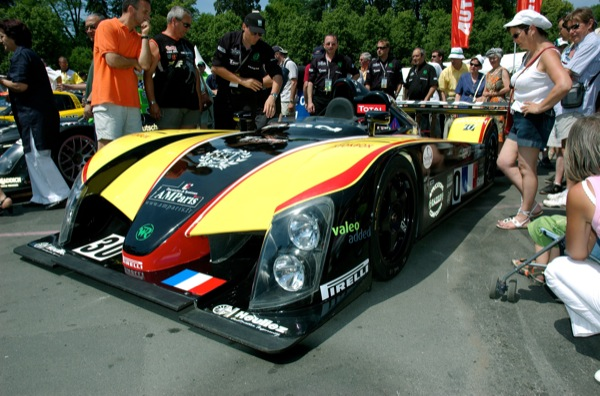
Der WR LM04 bei der Fahrzeugvorstellung zum 24 Stunden-Rennen von Le Mans 2006

Welter Racing ist ein ehemaliges französisches Motorsportteam.

## Namensgebung
Der Peugeot-Designer Gérard Welter gründete 1969 gemeinsam mit Michel Meunier seinen Rennstall, mit dem Ziel in den nächsten Jahren regelmäßig am 24-Stunden-Rennen von Le Mans teilnehmen zu können. Daher die Typenbezeichnung WM für Welter-Meunier.

## Renngeschichte
1976 debütierte er auch an der Sarthe mit seinem dritten Rennwagen, dem WM P76. Der flache, geschlossene Prototyp wurde von einem 2,7-Liter-Peugeot-Motor angetrieben. Am Steuer saßen die drei französischen Rennfahrer Guy Chasseuil, Claude Ballot-Léna und Xavier Mathiot. Der erste Auftritt bei diesem Langstreckenrennen endete nach 125 gefahrenen Runden. Ein Leck im Benzintank konnte nicht geschlossen werden und das Fahrzeug musste abgestellt werden.
In den nächsten Jahren kam Welter mit seinem Team immer wieder nach Le Mans. Die erste Zielankunft erreichte das Team bereits 1977, als Mathiot mit seinen Partnern Max Mamers und Jean-Daniel Raulet auf Platz 15 ins Ziel kamen. Welter konnte sich 1978 die Unterstützung des Mineralölkonzern Esso sichern, der fortan die Entwicklung seiner extrem schnellen, aber defektanfälligen Rennwagen finanzierte. 1980 fuhren Roger Dorchy und Guy Chasseuil ihren WM P79 auf dem vierten Gesamtrang über die Ziellinie.
1988 schrieb das Team Motorsportgeschichte. Roger Dorchy erreichte mit seinem WM P88 am Ende der Hunaudiers-Geraden die Spitzengeschwindigkeit von 405 km/h. Dieser Rekord gilt bis heute und kann nach dem Einbau der beiden Schikanen auf der Geraden wohl kaum mehr gebrochen werden. Welter hatte es darauf angelegt, den Rekord zu erzielen. Als „Projekt 400“ definiert, hatte der Wagen kaum Abtrieb in den Kurven. Der französische Reifenhersteller Michelin lieferte Reifen mit einer speziellen Mischung und garantierte eine Geschwindigkeit von 410 km/h.
1995 standen beide WR LM94 in Le Mans in der ersten Startreihe. In einem Jahr des Umbruchs waren an der Sarthe fast nur GT-Fahrzeuge am Start. Dennoch war es bemerkenswert, dass der Franzose William David die Trainingsbestzeit von 3:46,050 min – was einem Schnitt von 216,589 km/h entsprach – mit einem LMP2-Prototyp erzielte. Beide Welter-Wagen führten zu Beginn das Rennen an, fielen jedoch aus.
1997 hatte das Team seine schwerste Stunde, als Sébastien Enjolras auf einem WR LM97 im Training zum 24-Stunden-Rennen tödlich verunglückte. Weil der Automobile Club de l’Ouest daraufhin dem zweiten Wagen den Start verweigerte, kam es zum Konflikt zwischen Welter und den Offiziellen. Das Team blieb dem Rennen daraufhin drei Jahre fern.
2002 hatte die Rennmannschaft besonders Pech, als der in der LMP675-Klasse in Führung liegende WR LM2001, gefahren von Stéphane Daoudi, in den letzten Runden einen Bruch an der hinteren Aufhängung hatte und das Team den Klassensieg verlor. Zwischen 2006 und 2010 war Welter an der Sarthe nicht am Start. Weitere Engagements scheiterten an den fehlenden finanziellen Mitteln.
2008 kehrte Welter Racing zwar auf die Rennpisten zurück, bestritt mit dem neuen Rennwagen – dem WR LMP2008 – jedoch nur ausgewählte Rennen zur Le Mans Series. Nach vier Jahren der Abwesenheit präsentierte Gérard Welter auch in Le Mans seinen neuen Prototyp und nahm wieder am Rennen teil. Das französische Brüderpaar Philippe und Stéphane Salini und deren Landsmann Tristan Gommendy erreichten den 23. Rang im Gesamtklassement.